# 曽根町 (長浜市)
曽根町（そねちょう）は滋賀県長浜市の地名である。かつては同県東浅井郡びわ町曽根であった。

## 概要
2006年2月13日、長浜市と東浅井郡びわ町が合併したことにより、(字)曽根から曽根(町)となった。合併と同時にびわ町表記の住所は消滅した。

## 歴史
- 1889年 町村制により周辺地域と合併し南福村曽根となる
- 1890年 改名により大郷村曽根となる
- 1956年 竹生村と合併、びわ村曽根となる
- 1971年 町制により、びわ町曽根となる
- 2006年 長浜市曽根町となる

## 世帯数と人口
2019年（令和元年）9月1日現在の世帯数と人口は以下の通りである。
| 町丁   | 世帯数  | 人口  |
| ------ | ------- | ----- |
| 曽根町 | 308世帯 | 831人 |

### 人口の変遷
国勢調査による人口の推移。
| 2010年（平成22年） | 914人 | [ 5 ] |  |
| 2015年（平成27年） | 835人 | [ 6 ] |  |

### 世帯数の変遷
国勢調査による世帯数の推移。
| 2010年（平成22年） | 277世帯 | [ 5 ] |  |
| 2015年（平成27年） | 261世帯 | [ 6 ] |  |

## 交通
- 国道8号
- 滋賀県道256号香花寺曽根線

## 曽根町の小売 飲食店
- セブンイレブンびわ町曽根店(びわ町表記が現存)
- できた亭(仕出し お弁当)
- レストランびわ

など

## その他

### 日本郵便
- 郵便番号 : 526-0103[3]（集配局：長浜郵便局[7]）。